# 맨헌트 (2017년 영화)
《맨헌트》(중국어: 追捕)는 2017년 11월 개봉한 중국, 일본 합작의 액션, 범죄, 느와르 영화이다. 오우삼이 감독, 각본을 맡았다. 니시무라 주코의 소설 그대여 분노의 강을 건너라가 영화의 원작이다.

## 출연
- 장한위 - 두 추 역
- 후쿠야마 마사하루 - 야무라 역
- 하지원 - 레인 역
- 치웨이 - 마유미 역
- 엔젤레스 우
- 쿠니무라 준 - 사카이 요시히로 역
- 사쿠라바 나나미 - 리카 역
- 다케나카 나오토 - 이토 마모루 역
- 타오 오카모토 - 타나카 키코 역
- 사이토 타쿠미 - 납치범 역 (특별출연)